# Säbelzahnsalmler
Der Säbelzahnsalmler oder Biara (Rhaphiodon vulpinus) gehört zur Familie der Wolfssalmler (Cynodonidae) und ist in Südamerika verbreitet.

## Systematik
Für die Art Rhaphiodon vulpinus (Agassiz, 1829) gab es wissenschaftliche Namen, die heute nicht mehr verwendet werden: Hydropardus rapax (Reinhardt, 1849) oder Cynodon vulpinus (Cuvier, 1829). Cuvier klassifizierte die Art ursprünglich in die Hydrocyon-Gattung ein.
Weitere Namen waren Raphiodon vulpinus (Müller & Troschel, 1844), Cynodon vupinus (Eigenmann, 1891), Rhaphiodon vulpinum (Eigenmann and Allen, 1942), Rhaphiodontichthys vulpinus (aufgeführt in „Species of Venezuela“ von Campos, 1945) und Rhaphiodontichthys vulpinus (Machado-Allison, 1987).
Einige Autoren gruppieren die Cynodonidae lediglich als Unterfamilie der Salmler ein.
Seine lokale Namensgebung sowohl im Portugiesischen wie 
Dentudo, Cachorra-facão, Peixe-Cachorro oder Saranha, als auch im Spanischen wie Dientudo Blanco, Payará Machete, Pirayaguá spielen auf seine scharfen Hundszähne an oder sind Verbindungen von Sardine und Piranha.

## Verbreitung
Rhaphiodon vulpinus tritt im Einzugsgebiet großer langsam fließender Tieflandflüsse wie dem Amazonas in Ecuador, dem Rio Xingú in Brasilien, dem Río Ucayali in Peru, dem Orinoco in Venezuela, dem Río Paraná in Argentinien, Río Paraguay in Paraguay oder dem Río Uruguay in Uruguay auf. Das südlichste Verbreitungsgebiet liegt am Río de la Plata in Argentinien. Kleinere Populationen sind in den Flüssen Essequibo und Rio Rupununi in Guayana beheimatet.

## Morphologie
1994 untersuchten Buckup und Petry die charakteristischen Zähne des Rhaphiodon vulpinus, die bereits im Larvenstadium ausgeprägt waren. Das Vorhandensein von drei Zahnreihen, welche sich bei Jungfischen ausbilden beschreibt die Familie der Cynodontinae. 
Rhaphiodon vulpinus zeichnet sich von anderen Cynodontinae durch den langen stromlinienförmigen Körper und die große Rückenflosse im hinteren Körperdrittel. Exemplare, die im Schwarzwasser des Rio Negros gefangen wurden, zeigen eine wesentlich hellere Färbung.

## Lebensweise
Säbelzahnsalmler werden bis 80 Zentimeter lang und leben pelagisch im Süßwasser. Bezeichnend ist ihr Raubverhalten.
Die Fortpflanzungsbiologie der Art im Rio Tocatins wurde näher untersucht.

## Nutzung
Rhaphiodon vulpinus und Hydrolycus scomberoides sind Aquarienfische, die regelmäßig aus Peru exportiert werden.
Aufgrund seiner Größe wird der Säbelzahnsalmler gern beangelt. Als Speisefisch besitzt er nur eine sehr untergeordnete Rolle.